# كريستيان جيل موسكيرا
كريستيان جيل موسكيرا (بالإسبانية: Cristian Gil Mosquera) هو لاعب كرة قدم كولومبي في مركز الهجوم، ولد في 18 أغسطس 1979 في مدينة كالي في كولومبيا. لعب مع ديبورتيفو باستو وديبورتيفو كالي وسوسيداد ديبورتيفو كيتو ونادي تورينو ونادي كاراكاس.